# 모험 놀이터
모험 놀이터(冒險-)는 놀이터 중에서도 다소 모험적이고, 스스로 놀이를 구축할 수 있는 놀이터를 말한다.

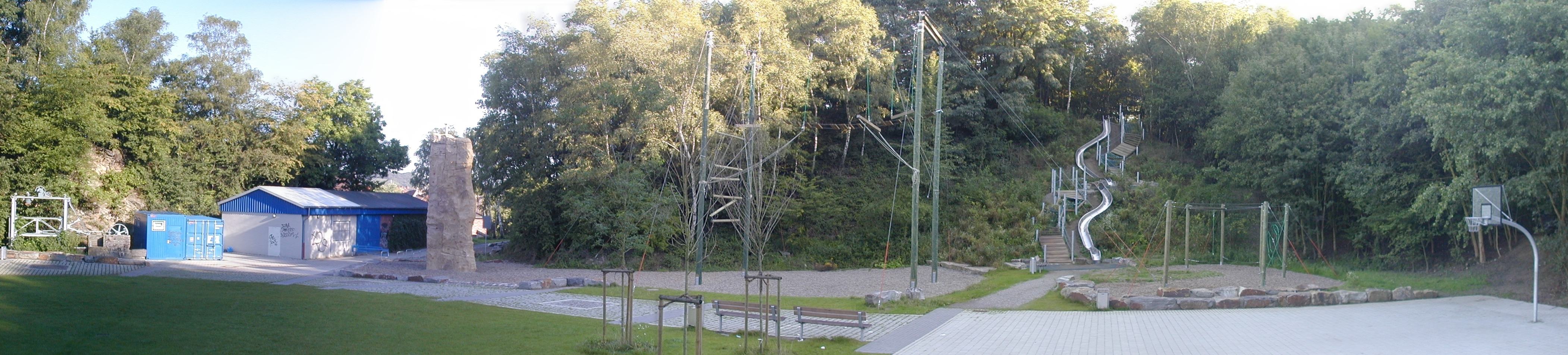
비텐-아넨의 모험 놀이터

## 같이 보기
- 발트킨더가르텐